# Dom Folkloru el-Sibbat
Dom Folkloru el-Sibbat (ang. The House of Folklore El-Sibbat) – muzeum etnograficzne położone w mieście Nazaret, na północy Izraela. Przedstawia ono życie Nazaretu w XIX wieku.

## Historia
Muzeum powstało w jednym z najstarszych budynków w Nazarecie, położonym w pobliżu Źródła Marii na Starym Mieście. Dom ten należał do zamożnej arabskiej rodziny Kawar. Tannus Kawar założył w nim pod koniec XIX wieku muzeum etnograficzne.

## Zbiory muzeum
Muzeum przedstawia życie mieszkańców miasta Nazaret w XIX wieku. Wśród eksponatów jest stara kuchnia ze wszystkimi narzędziami i akcesoriami kuchennymi. Pokoju pokazują stroje i biżuterię kobiet z tamtych czasów. W muzeum znajduje się także kawiarnia serwująca jedzenie i napoje, oraz sklep z pamiątkami. Od czasu do czasu w muzeum odbywają się imprezy kulturalne.